# MERS
Denne side handler om sygdommen. For den virus der forsager den,, se Middle East respiratory syndrome-related coronavirus.
Middle East respiratory syndrome (MERS, 'kamelinfluenza', (en: 'camel flu' ) er en viral luftvejsinfektion forårsaget af MERS-CoV, MERS-coronavirus. Symptomerne kan variere fra ingen, til milde, til svære symptomer. Typiske symptomer inkluderer feber, hoste, diarré og åndenød. Sygdommen er sædvanligvis alvorligere hos personer med andre sundhedsmæssige problemer.
MERS-CoV er en coronavirus, der antages at stamme fra flagermus. Imidlertid inficeres mennesker typisk fra kameler, enten under direkte kontakt eller indirekte. Spredning mellem mennesker kræver typisk tæt kontakt med en inficeret person. Spredning er usædvanlig uden for hospitaler. Derfor anses risikoen for den globale befolkning i øjeblikket for at være ret lav. Diagnosen sker ved rRT-PCR-test (RT-PCR) af blod- og respirationsprøver.
Per 2020 er der ingen specifik vaccine eller behandling mod sygdommen, men et antal er under udvikling. Verdenssundhedsorganisationen (WHO) anbefaler, at personer der kommer i kontakt med kameler, vasker hænder og undgår at berøre syge kameler. WHO anbefaler også, at kamelbaserede fødevarer koges passende. Man kan anvende behandlinger, der afhjælper symptomerne og understøtter kroppens funktion.
Det første identificerede tilfælde opstod i 2012 i Saudi-Arabien, og de fleste tilfælde har fundet sted på den arabiske halvø. Cirka 2.500 tilfælde er rapporteret pr. januar 2020. Cirka 35% af dem, der bliver diagnosticeret med sygdommen, dør af den. Større udbrud har fundet sted i Sydkorea i 2015 og i Saudi-Arabien i 2018.